# 朱天宝
朱天宝（1945年9月—），男，江苏武进人，中华人民共和国政治人物。大学学历。曾任郑州市人民政府市长、中共安阳市委书记。

## 生平
1968年7月毕业于北京农机学院农机设计制造专业。
1983年12月，历任洛阳市第一拖拉机制造厂党委宣传部副部长、党委副书记。
1992年8月，任中共郑州市委副书记，1993年6月任郑州市人民政府代市长，1994年3月任郑州市市长。
1996年11月，任中共安阳市委书记、市人大常委会主任。
2001年1月，任河南省劳动和社会保障厅党组书记，同年3月任河南省劳动保障厅厅长。
2006年2月，任河南省人大常委会民族侨务外事工作委员会副主任。2008年退休。